# Controversia identitaria de Moldavia

Bandera de Moldavia.

La controversia identitaria de Moldavia se refiere a la polarización social entre los prorrusos y los prooccidentales de este país tras su independencia de la Unión Soviética en 1991. Este fenómeno junto a la ausencia de una elite política capaz de imponer reformas coherentes, la generalización de la pobreza, la ausencia de un Estado de Derecho consolidado y el separatismo en Transnistria y Gagaúzia han obstaculizado su consolidación democrática.
Así mismo, en el ámbito exterior, la posición ambigua de Moldavia –que oscila entre el acercamiento a Rusia y la orientación prooccidental– ha perjudicado la percepción del país como un socio fiable.

## Crisis territoriales
Dos cuestiones territoriales, las de Transnistria y Gagaúzia, se han convertido ya en desafíos considerados determinantes sobre el futuro político moldavo. El más complejo se refiere al territorio autónomo del Transnistria que, con tan sólo un 12% del territorio de Moldavia y un 17% de su población, concentra el 35% del producto bruto interno, un peso económico importante. 

### Transnistria
Transnistria es un territorio separatista que ha sido proclamado como independiente de Moldavia en 1990 y dos años después fue sacudido por una guerra. En 2006 se hizo un referéndum parecido al de Crimea, en el que el 97,2% se mostró a favor de adherirse a Rusia; aunque el Kremlin prefirió mantener el statu quo, otorgó más de cien mil pasaportes. En esta región hay un pequeño contingente de tropas rusas de la fuerza de pacificación creada tras la guerra de 1992. A pesar de las llamadas a la tranquilidad de los portavoces rusos, la preocupación por una nueva anexión por parte de Rusia hacia Transnistria se mantiene debido a factores como las estrechas relaciones del gobierno de Tiráspol y el Kremlin, la inestabilidad creada en la zona por la adhesión de Crimea a Rusia, y la debilidad mostrada en la crisis por Kiev.

### Gagaúzia
Gagaúzia es un territorio autónomo en Moldavia habitado por 160 000 personas. A principios de febrero de 2014, celebró un plebiscito prácticamente simbólico, donde cerca del 97% de los votantes se pronunciaron a favor de la integración a la Unión Aduanera Euroasiática, el grupo de países organizados en torno a Rusia, y otros porcentajes semejantes se manifestaron en contra de la Unión Europea así como el favor de reservarse el derecho a la separación de Moldavia, si este país perdiese la independencia, lo que para los gagaúzos quiere decir si se integra con Rumanía, aunque sea con Bruselas de por medio.

## Cuestiones geopolíticas

Bandera de Rusia.

En noviembre de 2008, Moldavia era clasificada en el informe de Global Trends 2025 «como probable Estado mafioso para Europa Oriental», junto a Kosovo. Cinco años después, Moldavia trata de ejemplificarse mediante los esfuerzos de algunos de los Estados postsoviéticos por avanzar en democracia, desarrollo y transparencia. Sin embargo, se enfrenta a desafíos de tipo territorial, económico y político de envergadura. 
Las consecuencias de la firma del Acuerdo de Asociación Moldavia-Unión Europea fueron tildadas de serias por el Kremlin en junio, pidiendo que las partes entiendan las consecuencias en las relaciones con otros socios, entre ellos Rusia, con la que tanto Moldavia como Ucrania tienen un acuerdo de libre comercio.
A mediados de noviembre de 2014, el Parlamento Europeo ratificó su Apoyo al acuerdo de Asociación que ratifica a la vez una zona de libre comercio de carácter amplio y profundo. Este acuerdo será la génesis de la asociación política y la integración económica reforzada entre la Unión Europea y los moldavos, e incluye el acceso mutuo al libre mercado. En las elecciones del 30 de noviembre, los partidarios a la alianza con Rusia triunfaron por encima de los proeuropeos en los comicios parlamentarios. En noviembre de 2018, el Parlamento Europeo aprobó la resolución sobre la aplicación del Acuerdo de Asociación Moldavia-Unión Europea.
Por otra parte, en 2014, una serie de conflictos a nivel diplomático entre Rusia y Moldavia enfrentan ambos Estados tras la intervención rusa en Ucrania. La pugna entre Rusia y la Unión Europea por afirmar su influencia en el espacio postsoviético y las turbulencias de Ucrania se notaron en la vecina Moldavia a la vez que sucedía la crisis de Crimea.